# James Lafferty
James Martin Lafferty (Hemet (Californië), 25 juli 1985) is een Amerikaans acteur.
James' acteercarrière begon op 7-jarige leeftijd. Hij speelde Emerils zoon in de sitcom Emeril. Snel volgde een rol in A season on the Brink, waar James Steve Alford speelde, de ster van het Indiana University Basketball Team, The Hooisiers. Hij kreeg gastrollen in diverse series o.a: Once and Again, Boston Public en Get Real.
In 2003 kwam zijn doorbraak, toen hij de rol van Nathan Scott kreeg in de serie One Tree Hill. Lafferty kreeg meer bekendheid, wat resulteerde in een bijrol in de film S. Darko (2009).